# Дараут-Курган (Киргистан)
Дараут-Курган је село у западном делу Алајске долине која припада Ошкој области, у Киргистану. Оно је седиште округа Чонг-Алај. Лоцирано је око 90 km западно од Сари-Таша, на реци Вахш. На северу је пут до Оша преко превоја Тенгиз-бај, који су користили руски истраживачи пре изградње пута кроз Сари-Таш.
На југу, река Алтин тече на север кроз дубоку долину у Транс-алајском планинском венцу. у челу долине налази се таџикистанска гранична постаја, а затим Алтин Мазар на реци Муксу која тече на запад и утиче у реку Вахш. Јужно од овога је подножје глечера Федченко.
Село Кара-Шибак је 3 km (2 миље) јужно, а Кизил-Ешме 5 km (3 миље) источно.
Аурел Штајн сугерисао је да је то локација „Камене куле“, за коју је Птолемеј рекао да је била место где су се састајали каравани из Кине и Римског царства и размењивали робу. Други научници не слажу се са овом идентификацијом, иако она и даље важи за једно од четири потенцијална места локације „Камену кулу”.
Дараут-Курган је највише насељено место у Киргистану. 2021. године у селу је живело 6 421 становника.